# گلسنگ‌های لکه‌ای
گلسنگ‌های لکه‌ای (نام علمی: Arthonia) نام یک سرده از خانواده لکه‌گلسنگان است.